# Adé
Adé – miejscowość i gmina we Francji, w regionie Oksytania, w departamencie Pireneje Wysokie.
Według danych na rok 1990 gminę zamieszkiwało 637 osób, a gęstość zaludnienia wynosiła 88 osób/km² (wśród 3020 gmin regionu Midi-Pireneje Adé plasuje się na 499. miejscu pod względem liczby ludności, natomiast pod względem powierzchni na miejscu 1309.).